# Thierry Chenal
Pour les articles homonymes, voir Chenal.
Thierry Chenal est un biathlète italien, né le 2 novembre 1992 à Aoste.

## Biographie
Originaire de Sarre, Thierry Chenal participe à sa première compétition internationale aux Championnats du monde jeunesse en 2011, où il obtient la médaille d'argent au relais.
Il fait ses débuts en Coupe du monde en décembre 2017 à Hochfilzen. Un mois plus tard, il est sur le podium du relais d'Oberhof. Il marque ses premiers points lors de la saison 2018-2019, avec une 32e place au sprint de Pokljuka. Il participe à ses premiers championnats du monde en 2019.

## Palmarès

### Championnats du monde
| Épreuve / Édition       | Individuel | Sprint | Poursuite | Départ en masse | Relais | Relais mixte | Relais mixte simple |
| Mondiaux 2019 Östersund | 72e        | -      | -         | -               | -      | -            | —                   |

Légende :
- - : Non disputée par Thierry Chenal

### Coupe du monde
- Meilleur classement général : 77e en 2019.
- Meilleur résultat individuel : 31e.
- 1 podium en relais : 1 deuxième place.

#### Différents classements en Coupe du monde
| Année     | Classement général final | Sprint | Poursuite | Individuel | Mass start |
| 2018-2019 | 77e                      | 65e    | 74e       | -          | -          |

### Championnats du monde jeunesse
- Nove Město 2011
  -  Médaille d'argent du relais.